# Jacques Massu
Jacques Massu, francoski general, * 5. maj 1908, † 26. oktober 2002.